# David Grünfeld
David Grünfeld, seit 1946 auch David Garen, (geboren 1915 in Ungvár, Österreich-Ungarn; gestorben 6. Juni 1963 in Huntington (New York)) war ein tschechoslowakisch-US-amerikanischer Tenor. 

## Leben
David Grünfeld studierte in Prag Gesang. Er wurde im Dezember 1942 in das Ghetto Theresienstadt deportiert. 

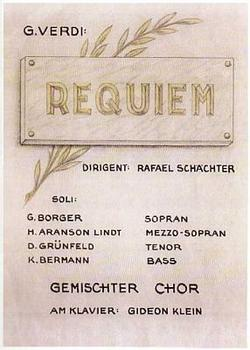
David Grünfeld, Tenor, in der Messa da Requiem (1944)

Grünfeld wirkte als Tenor bei dem von der internen jüdischen Lagerverwaltung organisierten Kulturprogramm mit. Er sang in der konzertanten Darbietung von Carmen den Don José und in Der Kaiser von Atlantis den Pierrot. Er war Solist in Giuseppe Verdis Messa da Requiem und trat in Rezitalen auf. Grünfeld arbeitete für die Selbstverwaltung insgeheim auch als Juwelier.
Nach seiner Befreiung emigrierte er 1946 in die USA und nahm den Namen David Garen an. Er konzertierte als Soloist mit dem Boston Symphony Orchestra und dem Pittsburgh Symphony Orchestra und trat beim NBC Opera Theatre auf. Aus der Zeit gibt es Schallplattenaufnahmen mit seiner Mitwirkung. Garen wurde 1961 Kantor in Huntington am Jewish Center. Er war verheiratet. 

## Werke
- mit Zikmund Schul: Uv’tzeil K’nofecho [Lied]  (1942)